# Rio Palmital
Le rio Palmital, ou encore canal do Palmital, est un fleuve brésilien de l'ouest de l'État de Santa Catarina. Il fait partie du système hydrographique littoral de Santa Catarina.
Il constitue un prolongement vers le nord-ouest de la baie de Babitonga. Ses principaux affluents sont les rivières Pirabeiraba, Três Barras et Cubatão do Norte. Ce dernier, le plus important, mêle ses eaux au rio Palmital non loin de son embouchure.